# Назаретян, Акоп Погосович
Ако́п Пого́сович Назаретя́н (5 мая 1948, Баку — 15 февраля 2019 года, Москва) — советский и российский философ, специалист по политической психологии, культурной антропологии, Большой истории и методологии междисциплинарного синтеза. Доктор философских наук.

## Биография
В 1991 году опубликовал одну из первых концепций Универсальной истории («Мегаистория», Big History), которую продолжал далее разрабатывать в рамках системно-синергетической модели. Такой подход позволил выявить ряд фундаментальных преемственных векторов и механизмов, реализующихся в различных сферах и на различных стадиях универсальной эволюции: правило избыточного разнообразия, закон иерархических компенсаций, закон техно-гуманитарного баланса и др.
В политической психологии исследовал феномены социального насилия в прошлом и в настоящем, а также стихийного массового поведения (агрессивная толпа, массовая паника, слухи и т. д.). Консультировал политических лидеров различного уровня в России, СНГ и других странах по вопросам проведения избирательных кампаний, предотвращения и оперативного устранения социальных конфликтов.
Автор около 350 публикаций, включая монографии и учебные пособия, кандидат психологических и доктор философских наук, профессор. Член Академии космонавтики им. К. Э. Циолковского, РАЕН, Международной исторической ассоциации. Почётный профессор государственного университета «Дубна», главный научный сотрудник, руководитель Центра Мегаистории и системного прогнозирования Института востоковедения РАН, главный редактор журнала «Историческая психология и социология истории», член редколлегии журнала «Общественные науки и современность».
В начале 90-х был автором литературной записи первой книги Л. В. Лещенко «От Лещенко до Лещенко». Книга получилась сборником эссе, в которых Лев Валерьянович, по его собственным рассказам, старался проследить свой жизненный путь, опираясь на песни. Сам Акоп Погосович признавался: «Я даже не пытался расставлять акценты и нарочито удерживался от комментариев — мне хотелось, чтобы со страниц звучали живые голоса». По тому, как трепетно А. П. Назаретян отнёсся к данной работе, можно понять, что он и сам являлся поклонником Льва Валерьяновича. (Книга «От Лещенко До Лещенко» была издана в 1993 году)

## Основные работы
Монографии и лекционные курсы
- Очерк западных школ социальной психологии. Уч. Пособие. М.: ИОН при ЦК КПСС, 1975.
- Кибернетика и интеграция наук. Об интегративных перспективах системно-кибернетического стиля мышления. Ереван: Айастан, 1986.
- Интеллект во Вселенной: истоки, становление, перспективы. М.: Недра, 1991.
- Агрессия, мораль и кризисы в развитии мировой культуры. Курс лекций. М.: Наследие, 1996.
- Агрессивная толпа, массовая паника, слухи. Лекции по социальной и политической психологии. //  — М.: Питер, 2003.
- Цивилизационные кризисы в контексте Универсальной истории. (Синергетика — психология — прогнозирование). М.: Мир, 2004
- Психология стихийного массового поведения. Лекции. М.: Академия, 2005.
- Evolution of Non-Violence: Studies in Big History, Self-Organization and Historical Psychology. Saarbrucken: LAP, 2010.
- История, философия и методология науки и техники. Учебник для магистров. М.: Юрайт, 2014. 20 а.л. (соавторы — Н. Г. Багдасарьян, В. Г. Горохов).
- Антропология насилия и культура самоорганизации. Очерки по эволюционно-исторической психологии. 4-е изд. М.: УРСС, 2015.
- Нелинейное будущее. Мегаистория, синергетика, культурная антропология и психология в глобальном прогнозировании. 4-е изд. М.: Аргамак — Медиа, 2017.
- Глобальное прогнозирование в свете Мегаистории и синергетики. Очерки истории будущего. М.: ИВ РАН, 2018.

Статьи
- Об одном способе информационно-кибернетического анализа психологических проблем общения // Вопросы психологии, 1978, № 4.
- Объединяющая и разобщающая функции коммуникации // Научно-техническая информация, Серия 2, 1978, № 3.
- О месте социально-психологических законов в системе законов материалистического обществоведения // Психологический журнал, т.2, 1981, № 6.
- Постулат «субъективной рациональности» и опыт теоретической реконструкции потребностно-целевой иерархии человека // Ученые записки Тартуского гос. ун.-та. Вып. 714: Теория и модели знаний. Труды по искусственному интеллекту. Тарту: Изд.-во ТГУ, 1985.
- Совесть в пространстве культурно-исторического бытия //  Общественные науки и современность, 1994, № 5.
- Истина как категория мифологического мышления //  Общественные науки и современность.-1995-№ 4.
- Синергетика в гуманитарном знании: предварительные итоги //  Общественные науки и современность −1997-№ 2.
- La Autoconciencia moral como fenomeno historic // Perspectivas humanistas. Anuario 1996. Santigo de Chile, 1997.
- Архетипы времени в традиционной культуре // Общественные науки и современность, 2001, № 4.
- Архетип восставшего покойника как фактор социальной самоорганизации // Вопросы философии, 2002, № 11.
- Power and wisdom: toward a history of social behavior // Journal for the theory of social behaviour, Dec. 2003, vol.33, #4
- Антропогенные кризисы: гипотеза техно-гуманитарного баланса // Вестник Российской академии наук, 2004, т.74, № 4.
- Fear of the dead as a factor in social self-organization // Journal for the theory of social behaviour, 2005, vol. 35, #6
- Western and Russian traditions of Big History // Journal for General Philosophy of Science, 2005, № 1.
- Эволюция ненасилия: историческая ретроспектива // История и математика: анализ и моделирование социально-исторических процессов / ред. Л. Е. Гринин, А. В. Коротаев, С. Ю. Малков. — М.: КомКнига, 2007. — С. 243—262.
- Универсальная история и синдром предкризисного человека // История и синергетика: методология исследования — М
- Насилие в СМИ: настоящее и будущее // Вопросы психологии, 2009, № 5.
- О пользе междисциплинарности, или: Отчего же вымерла мегафауна плейстоцена? //  Биосфера, 2010, № 2.
- О прогнозировании в шутку и всерьез. Эссе // Историческая психология и социология истории, 2011, т.4, № 1.
- Нелинейное будущее и проблема жизненных смыслов // Историческая психология и социология истории, 2012, т.5, № 2.
- Смыслы жизни и образы смерти в эволюционной развёртке // Вестник Российской академии наук, 2013, т.83, № 8.
- Середина XXI века: загадка сингулярности // Вестник Российской академии наук, 2014, т.84, № 3.
- Закавказская Конфедерация? (Перспектива региональной геополитики в свете Мегаистории) // Вопросы философии, 2014, № 3.
- «Национальная идея»: Россия в глобальных сценариях XXI века // Историческая психология и социология истории, 2014, т.7, № 1.
- Мегаистория и её «загадочная сингулярность» // Вестник Российской академии наук, 2015, т.85, № 8, с.755-763.
- «Агентура влияния» в контексте глобальной геополитической перспективы // Историческая психология и социология истории, 2015, т.8, № 1, с.160-171.
- Нелинейное будущее: сингулярность 21 века как элемент Мегаистории // Век глобализации. Исследование современных глобальных процессов, 2015, № 2, с.18-34.
- Megahistory and its mysterious singularity // Herald of the Russian Academy of Sciences, 2015, vol.85, #4, p. 352—361.
- Non-linear future: Global crises in view of Mega-History // Crisis and Renewal of Civilizations. The 21st century crisis of ideas and characters. N-Y.: Nova Publishers, 2015, p. 51-70. 1.5
- Mega-Evolution and Big History // From Big Bang to Galactic Civilizations. A Big History Anthology. Volume 1. Delhi: Primus Books, 2015, p. 125—143. 1.5
- Futuro no-lineal. Megahistoria, cinergética, antropología cultural y psicología para pronosticación global. Buenos Aires: Suma Qamaňa, 2015. ISBN 978-987-45684-2-7. 421p. 21x15. 30
- Non-linear futures: The «mysterious singularity» in view of Mega-History // Between Past Orthodoxies and the Future of Globalization. Leiden, Boston: Brill, 2016.
- The 21st century’s «mysterious singularity» in the light of the Big History. In: Korotayev AV, LePoire D (eds) The 21st century Singularity and global futures. A Big History perspective. Springer, Cham, 2020, pp 345—362.